# 李祁
李祁（?—?），字蕭遠，雍丘（今河南杞縣）人。宋朝政治人物、进士出身。

## 生平
年少时即有詩名。進士出身，他與王俊義友善，首建正論，官至尚書郎。宣和年間，负责监管漢陽酒稅。《樂府雅詞》卷下有他的詞十四首。

## 诗作
|                       | 楼下清歌，水流歌断春风暮。梦云烟树。依约江南路。 碧水黄沙，梦到寻梅处。花无数。问花无语。明月随人去。 |
| ——《点绛唇·楼下清歌》 | |